# Ottone di Northeim
Ottone di Northeim (1020 – 11 gennaio 1083) fu duca di Baviera dal 1061 al 1070. Fu leader della Rivolta dei Sassoni (1073-1075) e della grande rivolta dei Sassoni (1077-1088) combattuta contro Enrico IV di Franconia.

## Biografia

### Origini
Ottone, che apparteneva all'influente famiglia dei conti di Northeim, nacque attorno al 1020 da Bernardo di Northeim († 1040) e dalla di lui moglie Eilika. La ricca e influente dinastia comitale sassone dei Northeim viene nominata per la prima volta nel attorno al 950 e la sua discendenza non è sempre facilmente determinabile: forse erano imparentati con la famiglia Immedingi, discendenti dal leggendario Vitichindo anche se, secondo l'arcivescovo di Magdeburgo Eric di Brandeburgo i Northeim discendevano da Sigfrido di Lussemburgo che sarebbe il bisnonno di Ottone. La famiglia di Ottone deteneva grandi proprietà nel ducato di Sassonia nell'area del corso superiore del Leine e del Werra e anche sul Weser e sui suoi tributari il Diemel e il Nethe e anche lungo il corso inferiore dell'Elba. La famiglia di Ottone agì anche come Vogt per l'abbazia di Corvey, di Gandersheim, di Helmarshausen, Bursfelde e Amelungsborn.

### L'ascesa al potere
Nel 1049 ricevette il titolo di conte di Northeim, divenendo uno dei nobili più importanti della Sassonia insieme a Bernardo II di Sassonia, della casata dei Billunghi e ai conti di Stade (Odoniani).
Nel 1061 ricevette il ducato della Baviera da Agnese di Poitou, vedova dell'imperatore Enrico III, perché egli la appoggiasse durante la reggenza del figlio minorenne. Quando poi Agnese affidò il potere al proprio consigliere Enrico d'Asburgo († 3 settembre 1063) Ottone fu fra coloro che nell'aprile del 1062, al comando di Annone II, arcivescovo di Colonia, rapirono il di lei figlio Enrico IV per prendere la reggenza nel colpo di stato di Kaiserswerth.
Ottone ebbe una parte preminente nel governo durante la minore età di Enrico IV. 
Nel 1063 una spedizione di successo in Ungheria per restaurare Salomone d'Ungheria, che era fidanzato con la sorella di Enrico Giuditta Maria di Baviera e l'anno dopo andò in Italia per sistemare uno scisma avvenuto a seguito dell'elezione dell'antipapa Onorio II. Sua cura fu anche quella di assicurarsi dell'allontanamento dalla corte di Adalberto di Brema ritenuto troppo potente, infine nel 1069 prese parte a due spedizioni contro i Venedi.

### Il ribelle

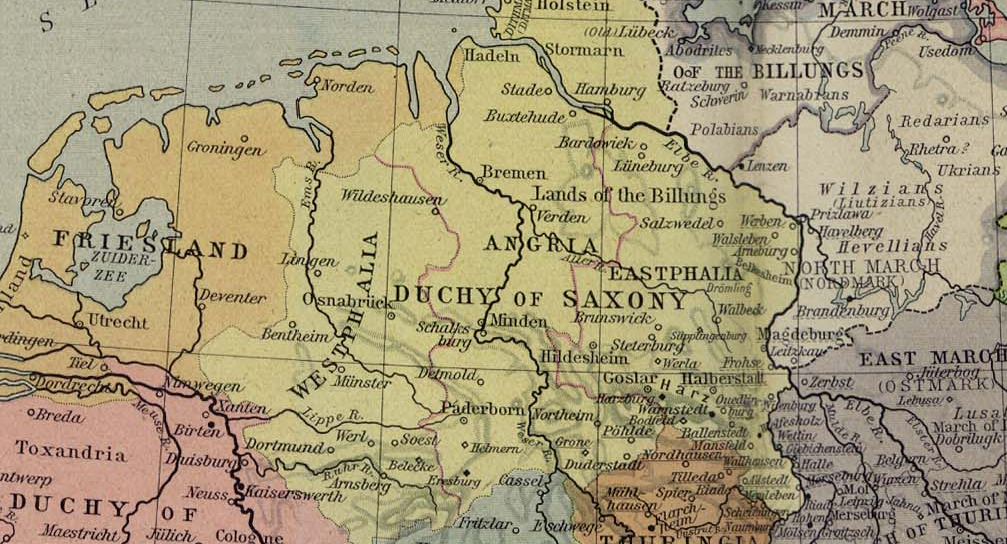
Ducato di Sassonia 919-1125

Fino a quel momento Ottone era stato in ottimi rapporti con Enrico, ma egli dimostrò scarsa cura dei possedimenti bavaresi, mentre aveva fatto grosse aggiunte a quelli sassoni alle pendici meridionali dell'Harz cosa che lo portò a scontrarsi con Enrico che voleva consolidare i propri possedimenti in quella regione.
Nel 1070 Egeno I di Konradsburg († dopo il 1073) lo accusò di aver partecipato ad una congiura ai danni dell'imperatore. Per tale ragione fu costretto ad accettare di battersi in duello con il suo accusatore. Ottone chiese di avere un salvacondotto per e dal luogo del duello; non avendolo ottenuto rifiutò di battersi. A seguito del suo rifiuto venne privato della Baviera e i possedimenti sassoni vennero depredati. Dai territori bavaresi non ottenne nessun tipo di supporto, mentre invece ottenne supporto dalla Sassonia, poté quindi opporsi alle depredazioni di Enrico fino a che nel 1071 si sottomise all'imperatore e così l'anno successivo riottenne i propri possedimenti personali, ma non il titolo ducale bavarese che gli era stato garantito dall'ex genero Guelfo d'Este che aveva divorziato da sua figlia Ethelinde di Northeim (1050 fino al 1060-dopo il 1075).
Secondo Bruno il Sassone la rivolta dei Sassoni proruppe nell'estate del 1073. Ottone fece un discorso all'assemblea dei nobili tenutasi a Lüttchendorf per poi prendere il comando dei ribelli, il trattato di Gerstungen del 2 febbraio 1074 gli ridiede il ducato di Baviera, ma i nobili locali vi si opposero fermamente tanto che a governarlo rimase Guelfo d'Este. Nel 1075 a seguito dell'abbattimento del castello di Harzburg vi fu una seconda rivolta, il 9 giugno il suo esercito fu sconfitto alla battaglia di Langensalza e fu ancora perdonato da Enrico che lo fece amministratore del ducato sassone.

### La seconda ribellione
Quando, durante la lotta per le investiture, lo scontro culminò con la scomunica di Enrico da parte di papa Gregorio VII nel 1076 Ottone provò a fare da intermediario fra il re ed i nobili convenuti a Trebur. Fallito ogni dialogo egli si unì di nuovo ai ribelli, ma questa volta non fu il leader della Grande rivolta dei Sassoni, una volta che si fu assicurato il ducato di Baviera Ottone accettò Rodolfo di Svevia come anti-re. Ottone si scontrò ancora con Enrico sul campo battendolo alla battaglia di Mellrichstadt, a quella di Flarchheim del 27 gennaio 1080 e dell'Elster il 14 ottobre dello stesso anno. Ottone rimase in armi contro Enrico fino alla morte avvenuta l'11 gennaio 1083, venne sepolto a Northeim e i suoi possedimenti andarono a Lotario II di Supplimburgo che aveva sposato sua nipote Richenza di Northeim. Alla morte di lei le proprietà andarono alla figlia Gertrude di Supplimburgo e a suo marito Enrico X di Baviera.

## Matrimonio e figli
Ottone sposò nel 1050 Richenza di Svevia, la cui ascendenza è oggetto di disputa storiografica. Essi ebbero sette figli:
- Enrico il Grasso (1055-1101), margravio di Frisia;
- Cuno, conte di Beichlingen;
- Sigfrido (1050-1107), conte di Boneyburg;
- Ottone, conte di Northeim;
- Ida, che sposò Thimo di Wettin;
- Etelinda, che sposò Guelfo d'Este e successivamente Ermanno I di Calvelage;
- Matilde, sposò Corrado di Arnsberg-Werl.